# Johann Georg Lohmann

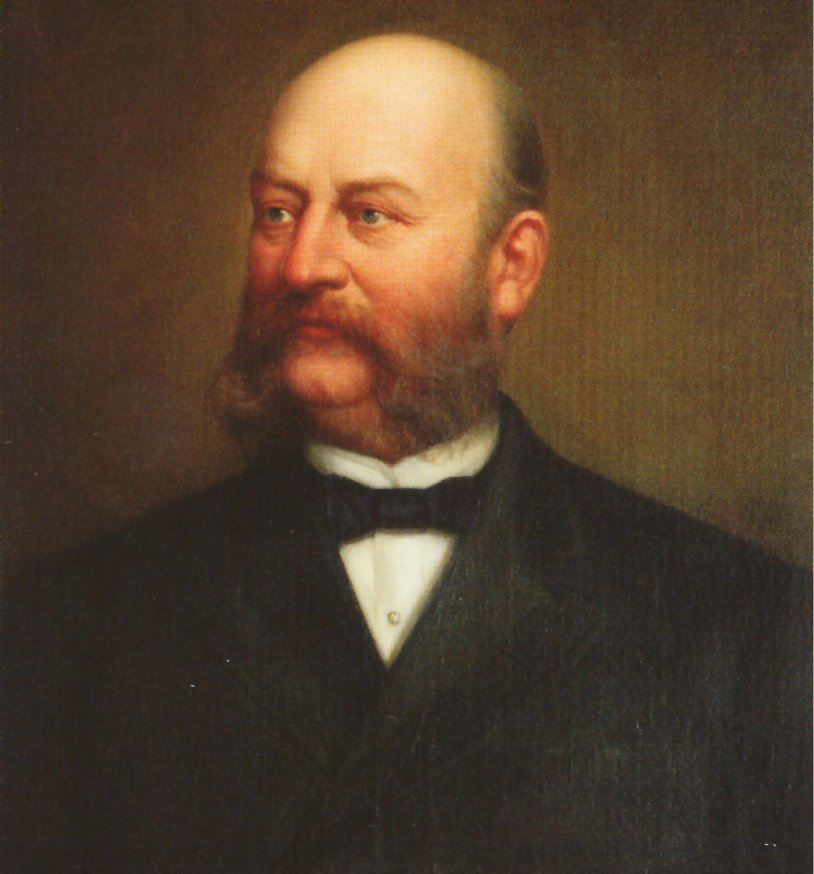
Johann Georg Lohmann

Johann Georg Lohmann (* 30. Oktober 1830 in Bremen; † 9. Februar 1892 in Bremen) war ein deutscher Kaufmann, der von 1877 bis 1892 den Norddeutschen Lloyd als Direktor leitete und die Politik der Schnelldampfer förderte.

## Biografie

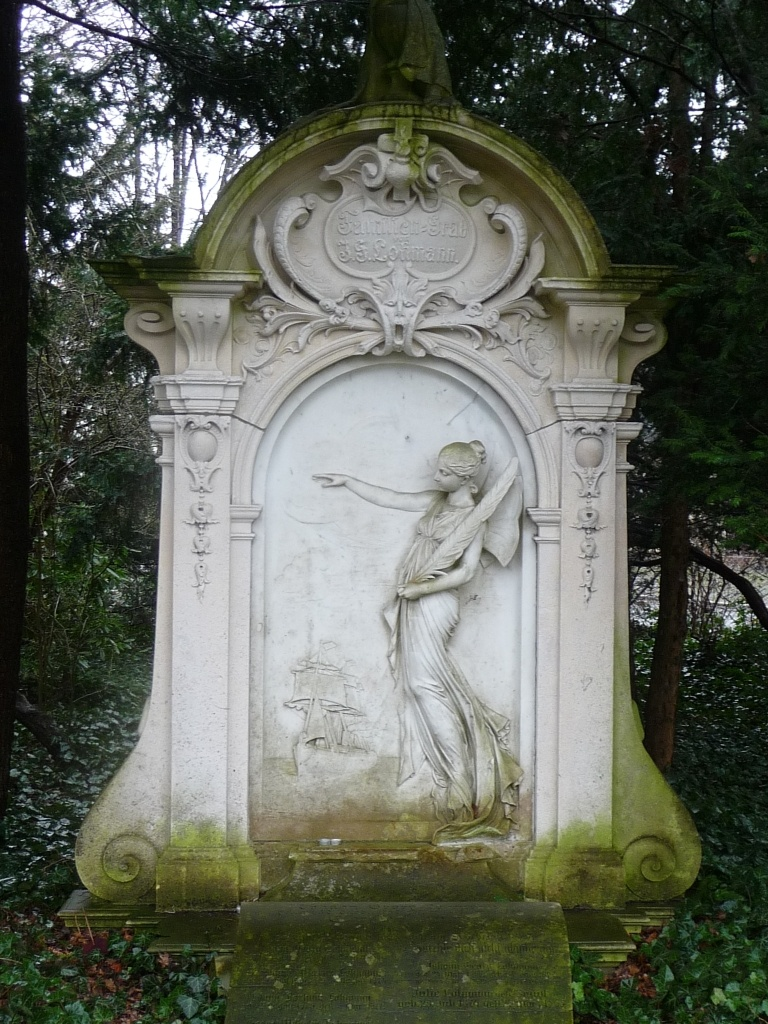
Grabstein von Johann Georg Lohmann auf dem Riensberger Friedhof, entworfen von Johann Georg Poppe. Der Grabstein steht jetzt nicht mehr auf dem Grab, sondern an einer anderen Stelle auf dem Riensberger Friedhof.

Lohmann war der Sohn eines Kaufmanns. Er war mit der Engländerin Clarissa Lohmann, Frost (geb. 22. Januar 1838 in Stepney/London) verheiratet. Sie hatten neun Kinder, darunter Kapitän zur See Walter Lohmann und Alfred Lohmann (1870–1919) während des Ersten Weltkrieges Handelskammerpräsident in Bremen.
1861 wurde er zum Diakon an der Domkirche gewählt, 1870 in das Präsidium der Handelskammer Bremen, 1871 in den Jacobsverein (sancti Jacobi minoris), 1872 zusammen mit W. H. Wätjen und A. G. Nebelthau zum Schaffer bei der Schaffermahlzeit des Hauses Seefahrt.

### Ausbildung und Beruf
Mit 14 Jahren trat Lohmann als Lehrling in die Firma Johann Gottfried Schütte & Co. ein. 1848 ging er als Vertreter zweier Bremer Tabakfirmen nach Bahia und gründete dort 1851 eine eigene Firma.
In seiner Eigenschaft als österreichischer Konsul empfing und betreute er dort den späteren Kaiser von Mexiko Ferdinand Maximilian von Österreich und wird in dessen Werk Aus meinem Leben gewürdigt.
1861 kehrte Lohmann nach Bremen zurück. Nur ein Jahr später musste er jedoch wegen eines starken Vermögensverlustes wieder nach Bahia zurückkehren, wo er bis 1865 lebte. Erst ab 1866 konnte er dauerhaft in Bremen bleiben.

### Beim Norddeutschen Lloyd
Lohmann wurde 1868 Mitglied des Verwaltungsrats und 1877 Direktor des Norddeutschen Lloyd (NDL).
Beim NDL ließ er für den Nordamerikaverkehr neue Schnelldampfer bauen und leitete damit die „Schnelldampferpolitik“ ein, die später dazu führte, dass der NDL die größte Passagierreederei der Welt wurde und dass sich zwischen 1830 und 1974 7,2 Millionen Auswanderer von Bremerhaven ausschifften. Zum Vergleich: Von Hamburg aus fuhren etwa 5 Millionen Auswanderer in die Welt hinaus.
Er richtete die Reichspostdampferlinien nach Ostasien und Australien ein, die am 30. Juni 1886 mit dem Auslaufen der „Oder“ nach Ostasien eröffnet wurden.
Auch den Mittelmeerdienst des Norddeutschen Lloyd und die besondere Ausgestaltung der Baltimore-Linie sind auf sein Wirken zurückzuführen. Der gesamte deutsche Schiffbau erlebte damals einen Aufschwung, was in erheblichem Maße auf die Bestellungen des Norddeutschen Lloyd zurückzuführen ist.
Die 1890 vom Bremer Senat und der Bürgerschaft beschlossene Erweiterung der Hafenanlagen in Bremerhaven wurden von Lohmann veranlasst.

#### Konflikt mit H. H. Meier
Am 15. März 1888 trat H. H. Meier nach einem tiefgehenden Streit mit Lohmann über die Zukunft des Norddeutschen Lloyd zurück und schied zugleich aus dem Verwaltungsrat aus. Die Literatur bewertet dies Ereignis sehr unterschiedlich. Sicher ist, dass es schon vorher zwischen diesen „Urgesteinen“ häufig Meinungsverschiedenheiten über den richtigen Kurs gegeben hatte. Eine sehr ausführliche, aber natürlich nicht unparteiische Beschreibung des Streits vom 15. März 1888 ist in den Erinnerungen aus dem Leben Johann Georg Lohmanns enthalten:
„Alsbald Herr Lohmann in sein neues Amt eingetreten war […] drängte sich ihm die Überzeugung auf, daß es so nicht fortgehen könne. Das Institut war neuerdings stark verschuldet, und was schlimmer, die Gefahr lag nahe, daß es von mächtig vorwärtsstrebenden Konkurrenzlinien überflügelt werden könne. Dem vorzubeugen war eine Lebensfrage, und es konnte, wie der neue Direktor bald einsah, nur geschehen durch die Beschaffung von Schnelldampfern. Er teilte Konsul Meier seine Ansicht mit, aber dieser verwarf die Idee als ein unmöglich auszuführendes Projekt. Er gab zu, daß der Stand der Dinge kein günstiger sei, verstieg sich aber trotzdem zu dem Ausspruch, daß die Anschaffung von Schnelldampfern den Lloyd zugrunde richten würde und stemmte sich mit dem Eigensinn und der Zähigkeit des Alters gegen die vorgeschlagenen Neuerungen. […] Im Büro des Norddeutschen Lloyd in der Papenstraße hatten eines Tages Konsul Meier und Direktor Lohmann eine Unterredung, in welcher ersterer sich unverfroren bis zu der Behauptung verstieg, daß die Beschaffung der Schnelldampfer doch von ihm ausgegangen und sein Werk sei; daß er die Reichspostdampferlinie für den Lloyd erstrebt habe. Diese Behauptung, ihm selbst ins Antlitz geschleudert, übertraf freilich alles, was Herr Lohmann für möglich gehalten hatte. Seine Geduld war zu Ende: ‚Das ist doch die ärgste Selbsttäuschung, die mir im Leben noch vorgekommen ist‘, sagte er mit erhobener Stimme, und nun gab ein Wort das andere […] Im Februar fand die Sitzung des Verwaltungsrates statt, in welcher die Angelegenheit zur Entscheidung kommen mußte. Sowohl Konsul Meier als Herr Lohmann legten ihre Ansicht über die Konstruktion des neu zu erbauenden Schiffes dar und begründeten ihre Meinung. Die Abstimmung folgte und fiel einstimmig zu Gunsten des Direktors aus, worauf H. H. Meier in die Wort ausbrach ‚Dann sehe ich ja, daß ich hier gar nichts mehr nütze bin und nichts mehr zu sagen habe!‘ […] Er reichte dem Verwaltungsrate ein […] Abschiedgesuch ein. Dasselbe wurde augenblicklich acceptiert, und der Kaufmann Herr F. Reck an seiner Stelle zum Vorsitzenden des Verwaltungsrates erwählt.“
In der Literatur vermeiden die meisten Autoren eine klare Aussage zu der Frage, wer nun eigentlich Recht hatte. Diese Literaturstelle gibt eine Art Zusammenfassung:

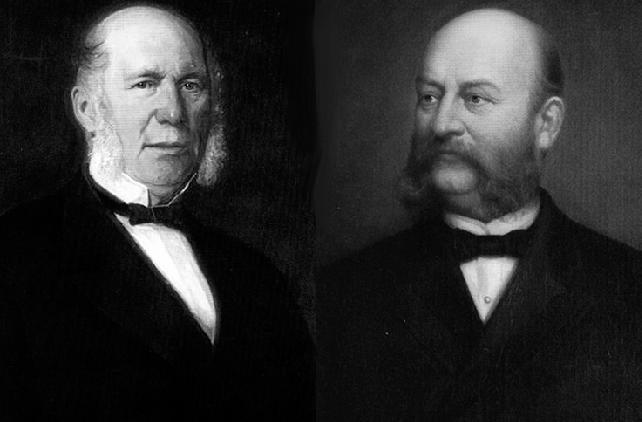
Hermann Henrich Meier und Johann Georg Lohmann

„Johann Georg Lohmann, seit 1877 Direktor des Norddeutschen Lloyd, war sich der Firmenpolitik bewußt, möglichst schnelle Dampfer anzubieten […] So entschloß sich Lohmann als erster Reeder auf dem Kontinent, mehrere Schnelldampfer für einen spektakulären Liniendienst anzubieten […] Der Unternehmenschef stieß indes auf ebenso unerwarteten wie hartnäckigen Widerstand. Hermann Heinrich Meyer, mittlerweile siebzig Jahre alt, weigerte sich entschieden, einer derartigen Neuerung zuzustimmen. Meier und Lohmann lebten ohnehin in zunehmender Spannung. Lohmann war, so heißt es eher vorsichtig in Biographien, ‚eine Herrschernatur‘, von einem Selbstbewusstsein, das das Meiers‚ noch um eine Schiffslänge übertraf‘ […] Meier umgekehrt meinte: ‚Der Lloyd bin ich!‘ und handelte entsprechend. Johann Georg Lohmann aber war fast fünfzig Jahre alt, mithin also kein junger Mann mehr, und ebenso wie Meier Sproß einer wohlhabenden und hochangesehenen Bremer Familie. Er hatte einen Überseeposten im eigenen Handelshaus für den Lloyd aufgegeben, war ein energischer, kampfeslustiger, überaus ehrgeiziger Mann und keineswegs gewillt, sich vom Firmengründer bevormunden zu lassen. Der Konflikt war vorprogrammiert […]“

#### Lohmann und Poppe
In seinem Werk Der Norddeutsche Lloyd. 50 Jahre der Entwicklung 1857 – 1907 schildert Paul Neubaur, wie der Norddeutsche Lloyd durch die Veränderung der Salonsysteme und ihrer Ausstattung wegweisend für die Weltschifffahrt wurde. Unterstützung für seine Ideen fand Lohmann demzufolge bei dem Architekten Johann Georg Poppe. Poppe hatte sich bereits als Gestalter Bremer Wohnhäuser und kunstvoller Bürgerresidenzen hervorgetan und war einer der ersten deutschen Architekten, der den gewohnten Luxus des eigenen Hauses auf die Inneneinrichtungen der Schiffe übertrug. Seine Arbeiten werden in verschiedenen Publikationen beschrieben:
- „Mit ihren Unmengen von Putti, schmiedeeisernen Gittern und den von Johannes Poppe entworfenen Lederquasten blieb die Bremer Reederei drei Jahrzehnte lang führend auf dem Gebiet der Innendekoration von Schiffen.“
- „Poppe gestaltete die Räume im historischen Stil der Zeit; jeder neue Dampfer wurde prunkvoller mit Schnitzwerk, verzierten Säulen, Plüschpolstern und monumentalen Prachtgemälden ausgestattet als der vorhergehende.“

## Tod
Er starb während der Teilnahme an der Generalversammlung des Hauses Seefahrt an einem Herzinfarkt, unmittelbar nachdem er das „Hoch“ auf die neu erwählten Schaffer ausgebracht hatte.

## Ehrungen

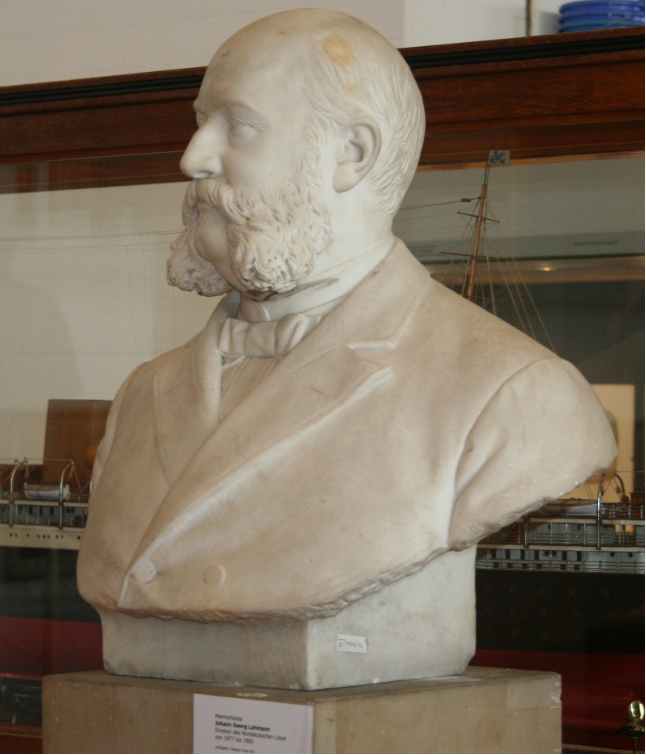
Büste von Johann Georg Lohmann im Deutschen Schiffahrtsmuseum in Bremerhaven

Kaiser Wilhelm I. verlieh Lohmann am 28. Dezember 1887 den königlichen Kronenorden dritter Klasse, wohl wegen seiner Verdienste bei der Vergabe von Dampfschiffbauaufträgen in Deutschland an die Vulkan-Werft in Stettin. 1889 erhielt er, nach dem Stapellauf eines Lloydschiffes in Stettin, den Roten Adlerorden Dritter Klasse. Und bei einem Besuch des Kaisers in Bremen im April 1890 erhielt Lohmann auch den Kronenorden zweiter Klasse überreicht.
Maximilian I., Kaiser von Mexiko, verlieh ihm den Guadalupe-Orden in Anerkennung der Dienste, die er ihm bei seinem Besuch in Bahia geleistet hatte.
1877, als Lohmann seine Entlassung als österreichischer Konsul in Bahia einreichte, verlieh ihm der Kaiser Franz Joseph I. den Franz-Joseph-Orden.
1886, als die Oder als Reichspostdampfer ihre zweite Reise nach Ostasien antrat, erhielt Lohmann in Antwerpen im Auftrag des Königs Leopold II. den belgischen Leopoldsorden überreicht. Leopold II. bestätigte damit sein Interesse an der Lloyd-Verbindung nach Ostasien.
1990, anlässlich der Verhandlungen mit der Oldenburger Regierung über den Ausbau des Hafens Nordenham, erhielt Lohmann vom Großherzog von Oldenburg den Oldenburgischen Haus- und Verdienstorden des Herzogs Peter Friedrich Ludwig.
In Bremen, im Stadtteil Findorff, wurde die Straße, die die Hemmstraße mit der Winterstraße verbindet, nach Lohmann benannt. Auch in Bremerhaven gibt es eine nach ihm benannte Lohmannstraße, zwischen der Wiegandstraße und der H.-H.-Meyer-Straße. Wiegand war Lohmanns Nachfolger beim Norddeutschen Lloyd.
Eine lebensgroße Marmorbüste Lohmanns, Eigentum der Firma Hapag-Lloyd AG, wurde als Dauerleihgabe an das Deutsche Schifffahrtsmuseum in Bremerhaven vergeben und ist dort, nachdem sie längere Zeit im Magazin eingelagert war, seit dem 6. Februar 2011 wieder im öffentlichen Bereich, im Meissen-Saal, zu sehen.
Auch der Lohmann-Deich nördlich des Bremerhavener Zoos verdankt seinen Namen Johann Georg Lohmann.

## Zitate
Nachfolgend einige Zitate, die die Leistungen Lohmanns reflektieren:
- „Mit seiner gewaltigen Energie wußte L. binnen wenigen Jahren eine Schnelldampferflotte zu schaffen, die anfangs auf englischen Werften erbaut, eine zwei= ja dreimalige Abfertigung gestattete… an Schnelligkeit, Sicherheit, Bequemlichkeit der Beförderung übertraf der Lloyd allmählich alle anderen Reedereien der Welt.“

- „Die zweite bahnbrechende Tat in Lohmanns Leben ist die Einrichtung der deutschen Reichsdampferpostlinien nach Ostasien und Australien… es war Lohmanns Verdienst, daß diese neue Aufgabe, anfangs nicht ohne finanzielle Einbuße, so glücklich bewältigt wurde, wie es geschehen ist […]“

- „[…] den Norddeutschen Lloyd an die Spitze aller Dampfschiffahrts-Gesellschaften der Welt gebracht zu haben, ist ein Verdienst des Mannes, der im Jahre 1877, nach dem Tode Stockmeyers, die Leitung des Lloyd übernahm. Johann G. Lohmann […] dessen weitschauende Ideen die gesamte deutsche Schiffahrt, darüber hinaus aber auch den deutschen Schiffbau befruchteten und die von ihm geleitete deutsche Reederei zur ersten Reedereinder Welt machten.“

- „Den unbestritten ersten Platz nahm der Lloyd ein. Nach H. H. Meier wurde J. G. Lohmann sein Führer, der mit großer Energie dem Lloyd neue Bahnen vorzeichnete. Er ließ für den Nordamerikaverkehr, der für den Lloyd ebenso wie für Bremen überhaupt die eigentliche Grundlage bildete, neue Schnelldampfer bauen. […] Der zweite große Entschluß Lohmanns führte den Lloyd nach Ostasien. 1886 schloß er mit dem Reich einen Subventionsvertrag, mit dem der Lloyd gegen 4,4 Millionen Mark jährlicher Hilfe den Betrieb zweier Reichspostlinien nach Ostasien und Australien übernahm […]“